# Godfried Danneels
Godfried Cardeal Danneels (Kanegem, 4 de junho de 1933 - Mechelen, 14 de março de 2019) foi um cardeal belga e arcebispo emérito de Malinas-Bruxelas, primaz da Bélgica.

## Vida
Godfried Danneels estudou filosofia na Universidade Católica de Lovaina (KU Leuven) e concluiu um curso de Neoescolástica de 1951 a 1954. Como ex-aluno do Pontifício Colégio Belga, estudou teologia católica na Pontifícia Universidade Gregoriana de Roma de 1954 a 1959. Em 17 de agosto de 1957, recebeu o sacramento da ordenação sacerdotal em Bruges de Emil-Jozef De Smedt, bispo de Bruges . Em 1959, tornou-se diretor espiritual no seminário de Bruges e lecionou liturgia e espiritualidade. De 1969 a 1977, trabalhou como professor de teologia na Universidade Católica de Leuven.
Em 4 de novembro de 1977, o Papa Paulo VI o nomeou Bispo de Antuérpia. Ele foi ordenado bispo pelo Arcebispo de Malines-Bruxelas, Leo-Jozef Suenens, em 18 de dezembro de 1977. Seus co-consagradores foram o Bispo de Bruges, Emil-Jozef De Smedt, o Bispo Emérito de Antuérpia, Jules-Victor Daem, o Bispo de Tournai, Jean Huard, e o Bispo de Liège, Guillaume-Marie van Zuylen . Seu lema era: Apparuit humanitas Dei nostri.
Dois anos depois, em 19 de dezembro de 1979, o Papa João Paulo II confiou-lhe a liderança da Arquidiocese de Malinas-Bruxelas e, em 2 de fevereiro de 1983, foi admitido no Colégio dos Cardeais como cardeal-presbítero da igreja titular de Santa Anastásia.
De 1980 a 2000, Daneels foi presidente da Conferência Episcopal Belga e, desde 15 de setembro de 1980, também bispo militar da Bélgica. De 1990 a 1999, foi presidente do movimento católico pela paz Pax Christi Internationalis.
Danneels e seu bispo auxiliar, Paul Lanneau, foram acusados em um processo judicial de violar seu dever de supervisão sobre um clérigo em sua diocese que havia sido condenado a seis anos de prisão por dezenas de acusações de abuso infantil. Em primeira instância, Danneels e Lanneau foram multados cada um em aproximadamente € 12.500. Em outubro de 1998, um tribunal de apelações absolveu Danneels de responsabilidade civil, alegando que não havia relação de dependência entre um bispo e um padre que pudesse justificar uma condenação.
Godfried Danneels participou do conclave de 2005 que elegeu o Papa Bento XVI. Já em meados da década de 1990, ele era frequentemente considerado um dos mais jovens papabili. Em 18 de janeiro de 2010, Bento XVI aceitou a renúncia de Danneels ao cargo de arcebispo de Mechelen-Bruxelas por motivos de idade. Em 27 de fevereiro do mesmo ano, ele também renunciou ao cargo de bispo militar. Como um dos cardeais elegíveis mais velhos, ele também participou do conclave de 2013.
Danneels era apaixonado por arte e era considerado um intelectual.